# Alazán
Alazán  es trio musical, formado por las madrileñas Aroa (Madrid, 3-2-1981), Sara (Madrid, 15-4-1971) y Encarna (Madrid, 22-12-1978) hija, hermana y sobrina respectivamente de Juan y José Salazar, componentes de Los Chunguitos y de sus hermanas Toñi y Encarna (Azúcar Moreno).

## Biografía
Sara y Encarna Salazar nacen en Madrid, aunque son de origen extremeño. Pertenecen a una familia de artistas flamencos en la que el cante y el baile ha sido su vida. Sobrinas del cantaor de flamenco Porrina de Badajoz y hermanas y sobrinas de las internacionales Azúcar Moreno y de Los Chunguitos, estas tres mujeres tienen el arte de la estirpe Salazar.
Después de diferentes colaboraciones con su familia y de varios discos en solitario de Sara, estas tres artistas deciden unir su talento y formar un grupo llamado "Alazán".

## Éxito
Con su primer trabajo  discográfico Alcanzarás La Luna, el grupo gana el Festival de Benidorm 2000 con la canción "Alcanzarás La Luna" producido por José Antonio Granados, siendo uno de los discos más escuchados en todas las emisoras de radio, una extensa gira de más de 70 conciertos por toda España y disco de oro con más de 80.000 copias vendidas con el cual también tratan de representar a España en Eurovision pero clasificaron en  quinta posición en el  Eurocanción, llevando al grupo a lo más alto de las listas de ventas. Este ritmo pegadizo y bailón se repitió en otros conocidos éxitos como "Torero" o "Luna De Granada", una canción cantando con su tío Juan Salazar.
Con su segundo trabajo Reinas De Corazones, producido por Producciones AR, el grupo consigue otro rotundo éxito con la canción "Los Latidos Del Corazón", un tema alegre y divertido que no ha parado de sonar en todas las discotecas del país y que una vez más lleva a encabezar las listas de ventas consiguiendo su segundo disco de oro y más de 60 conciertos por toda la geografía española. 
Luego del lanzamiento de Reinas de Corazones Aroa abandona el grupo.
En noviembre de 2002, sale a la venta el tercer disco del dúo: Gipsy Woman. La excelente producción de un cargamento de Javier Losada ha dado este álbum un sonido poderoso y actual, preparado para conquistar cualquier pista de baile española o internacional. Con este trabajo, Alazán viaja por primera vez a Rumanía y Bulgaria, y consiguen un éxito más en su carrera, con las giras que realizan en ambos países, colocándose en tre los top 10 de las listas, canciones como Gipsy Woman o Vous Voulez Dancer, cantada en castellano, francés e italiano se bailan en todas las discotecas del país.
En mayo del 2004, salió a la venta el cuarto disco del grupo: Tira P'Alante. Fue producido, al igual que el primer álbum, por José Antonio Granados y con colaboraciones de lujo como David Demaría, que participa en el disco haciendo un dueto con Sara y Encarna con la canción Pena De Mí, compuesta por él mismo. En el disco se pueden encontrar temas desde el flamenco pop como Guirigay, pasando por la rumba Tira P'Alante o el de ¡Ay, Qué Calor!, canción elegida por Antena 3 Televisión como sintonía de la cadena para la época estival, hacen que el grupo consiga un éxito más en su trayectoria profesional con una extensa gira por España y Portugal, con más de 70 conciertos.
En abril de 2008, sale a la venta su quinto trabajo: Digan Lo Que Digan, un disco con un sonido fresco y actual. Sara y Encarna han participado en la composición y producción de temas como Mira Cómo Suena, Mujeres, una balada dedicada a las mujeres maltratadas, o Ámame, una canción llena de sentimiento. Grabado en los estudios Golden Hits, y dirigido y producido por Daniel Ambrojo, productor y compositor de artistas como David Bisbal o David Bustamante, es el mejor trabajo que estas dos grandes artistas han realizado.
En 2013 Sara deja el grupo para comenzar su carrera en solitario.
Si No Te Tengo es el título de su nuevo sencillo. Un tema pegadizo que gira entre ritmos flamencos y latinos, sensual y sugerente como su videoclip. Si No Te Tengo es la carta de presentación de la nueva etapa de Alazán, en la que quieren experimentar con otros ritmos latinos, sin olvidar sus raíces. 
En 2014 lanzan el disco Si No Te Tengo y Grandes Éxitos en el cual se presenta oficialmente el sencillo "Si No Te Tengo" y también recopilando los grandes éxitos de la trayectoria de Alazán.
En 2017 luego de que Aroa deja el dúo luego de una gran polémica por la supuesta entrada del dúo al reality español Supervivientes en el cual ya habiendo firmado un precontrato Aroa deja el programa y el grupo justo antes de firmar el contrato definitivo, ante lo sucedido los medios de comunicación se hicieron eco de esto y Encarni realizó varias entrevistas relatando la tristeza que sentía ante este suceso, decía: "Estoy rota, Llevo años luchando por entrar en 'Supervivientes' y Aroa me ha dejado tirada". Luego de un lapso de tiempo Encarni saca un nuevo sencillo en solitario llamado "Me Verás Volar Alto".
En el año 2018 Encarni Salazar anuncia que para este año celebrando los 18 años de actividad musical el grupo musical "Alazán" volverá al panorama de la música de la mano de Encarni Salazar y una de las integrantes más importantes del grupo Sara Salazar tía de Encarni y Aroa que luego de 13 años dejó el grupo en el año 2013. Realizarán juntas un tour    celebrando estos 18 años de trayectoria junto a su familia y sus grupos emblemáticos como Azúcar Moreno y Los Chunguitos, paralelamente siguiendo con sus respectivas carreras en solitario.

## Discografía
- 2000: Alcanzarás la luna
- 2001: Reinas de corazones
- 2002: Gipsy Woman
- 2004: Tira p'alante
- 2008: Digan lo que digan
- 2014: Si no te tengo (Y grandes éxitos)

### Singles
- 2000: Alcanzarás la luna
- 2000: Torero
- 2001: Los Latidos Del Corazón
- 2001: Los Latidos Del Corazón (XTM Remixes)
- 2002: Más de Un Millón
- 2003: Vous Voulez Dancer
- 2003: Quítame La Ropa
- 2004: Ay Que Calor
- 2013: Amigo Amor
- 2015: I Love You
- 2018: Como Tú Prefieras

### Recopilatorios
- 2002: Ay Lerele!!!
- 2003: Alazán
- 2010: Diez: Grandes éxitos 2000-2010
- 2014: Si no te tengo (Y grandes éxitos)

### Singles en solitario de Sara Salazar
- 2014: Ay Pena, Penita, Pena.
- 2015: Live The Life. Vive La Vida.
- 2017: Si Tu Eres Mi Hombre.
- 2017: Si Tu Eres Mi Hombre. (Con Carlos Vargas).
- 2017: Me Estoy Quitando de Ti.

### Singles en solitario de Encarni Salazar
- 2017: Me Verás Volar Alto.